# Roguelike
Il roguelike è una formula di gioco caratterizzata tipicamente dall'esplorazione di un dungeon attraverso livelli generati proceduralmente, gameplay a turni e morte permanente del personaggio giocante.
Il nome del genere, traducibile dall'inglese come "simile a Rogue" o "stile Rogue", si riferisce a Rogue, videogioco del 1980 basato sul gioco di ruolo Dungeons & Dragons.

## Caratteristiche
Originariamente i titoli di questo genere erano caratterizzati da una semplice interfaccia creata da caratteri ASCII, ma recentemente molti titoli, fra cui FTL: Faster Than Light, Rogue Legacy, Risk of Rain o The Binding of Isaac, sono riusciti ad applicare le stesse dinamiche senza sacrificare l'aspetto grafico. Tipicamente i roguelike sono ad ambientazione fantasy, e il giocatore interpreta un personaggio intento ad esplorare dei dungeon, uccidere mostri, raccogliere oggetti vari ed interagire con l'ambiente, ciò nonostante numerosi sviluppatori sono riusciti a trasporre lo stesso stile di gioco anche in ambientazioni fantascientifiche. Una schermata tipica di un roguelike di stampo classico è la seguente:
| ------ - Muro \|....\| ############ # Corridoio buio \|....\| # . Zona illuminata \|.$..+######## # $ Oro \|....\| # ---+--- + Porta ------ # \|.....\| Muro # \|.!...\| ! Pozione magica # \|.....\| # \|..@..\| @ Il protagonista ---- # \|.....\| ..\| #######+..D..\| D Drago rosso \|<.+### # \|.....\| < Scale per livello sup. ---- # \|.?...\| ? Pergamena magica ###### ------- |

## Elementi fondamentali
Gli elementi più importanti che definiscono un videogioco roguelike, stilati alla "International Roguelike Development Conference" del 2008:
- Deve esserci una generazione casuale dei livelli dungeon,[3] sebbene possano essere inclusi anche livelli predefiniti. In genere i livelli sono stanze interconnesse da corridoi, ma possono esserci anche zone all'aperto.
- La funzione di alcuni oggetti può variare da partita a partita: ad esempio una pozione, che in una partita ha proprietà curative, in quella seguente potrebbe avvelenare il giocatore.
- La maggior parte dei roguelike è a giocatore singolo, ma esistono anche titoli multiplayer.
- Se il personaggio del giocatore muore, non può essere più recuperato: il file dove sono presenti le informazioni viene infatti cancellato. Una eventuale funzione di "salvataggio" può essere presente ma solo per sospendere la partita, e non può essere caricata per più di una volta.